# لوک بسون
لوک بسون (به فرانسوی: Luc Paul Maurice Besson) (زاده ۱۸ مارس ۱۹۵۹ در پاریس) کارگردان، فیلم‌نامه‌نویس و تهیه‌کننده فرانسوی است.  بسون به عنوان نویسنده، کارگردان یا تهیه کننده، در ساخت بیش از ۵۰ فیلم نقش داشته است.
او در سال ۲۰۰۶ موفق به کسب جایزه بهترین انیمیشن (پویانمایی) در رده سنی کودکان شد
لوک بسون که از ۱۵ سالگی با رها کردن درس به فیلم‌سازی پرداخت اکنون به عنوان کارگردان، نویسنده و تهیه‌کنندهٔ مطرح سینما از او یاد می‌شود. در کارنامه او فیلم‌هایی چون لئون و پیام‌آور: داستان ژاندارک دیده می‌شود.

## فیلم‌شناسی
| نام فیلم                | سال  | یادداشت             |
| ----------------------- | ---- | ------------------- |
| آخرین نبرد              | ۱۹۸۳ |                     |
| آبی بیکران              | ۱۹۸۸ |                     |
| دختری به نام نیکیتا     | ۱۹۹۰ |                     |
| آتلانتیس                | ۱۹۹۱ |                     |
| لئون                    | ۱۹۹۴ |                     |
| عنصر پنجم               | ۱۹۹۷ |                     |
| تاکسی                   | ۱۹۹۸ |                     |
| پیام‌آور: داستان ژاندارک | ۱۹۹۹ |                     |
| تاکسی ۲                 | ۲۰۰۲ |                     |
| تاکسی ۳                 | ۲۰۰۳ |                     |
| آنژلا                   | ۲۰۰۵ |                     |
| آرتور و نامرئی‌ها        | ۲۰۰۶ |                     |
| تاکسی ۴                 | ۲۰۰۷ |                     |
| ربوده شده               | ۲۰۰۸ |                     |
| هیولایی در پاریس        | ۲۰۱۱ | تهیه‌کننده و نویسنده |
| ربوده شده ۲             | ۲۰۱۲ |                     |
| لوسی                    | ۲۰۱۴ |                     |
| ربوده شده ۳             | ۲۰۱۵ |                     |
| والرین و شهر هزار سیاره | ۲۰۱۷ |                     |
| دریاچه                  | ۲۰۱۷ |                     |
| تاکسی ۵                 | ۲۰۱۸ |                     |
| آنا                     | ۲۰۱۹ |                     |
| مرد سگی                 | ۲۰۲۳ |                     |
| دراکولا: یک قصه عاشقانه | ۲۰۲۵ |                     |